# Charlayne Hunter-Gault
Alberta Charlayne Hunter-Gault ou Charlayne Hunter-Gault, née le 27 février 1942 à Due West en Caroline du Sud, est une militante des droits civiques et journaliste américaine. Elle est la première femme afro-américaine à fréquenter l'université de Géorgie.

## Biographie

### Jeunesse
Alberta Charlayne Hunter naît le 27 février 1942 à Due West en Caroline du Sud aux États-Unis. Elle est la fille du colonel Charles Shepherd Henry Hunter, Jr., aumônier de l'armée américaine, et de son épouse, Althea Ruth Brown.
Elle s'intéresse au journalisme dès l'âge de 12 ans après avoir lu le comic strip Brenda Starr, Reporter.
En 1955, un an après l'arrêt de la Cour suprême Brown contre Board of Education qui déclare la ségrégation inconstitutionnelle dans les écoles publiques américaines, Charlayne Hunter est la seule élève noire de son école en Alaska, où son père est en poste. Ses parents divorcent après avoir passé l'année en Alaska. Elle déménage à Atlanta avec sa mère, ses deux frères et sa grand-mère maternelle.
À Atlanta, elle fréquente la Henry McNeal Turner High School (en). Encouragée par sa professeure d'anglais, elle devient rédactrice en chef du journal du lycée, The Green Light. Elle est également rédactrice adjointe de l'annuaire de l'année.
À l'âge de 16 ans, Hunter et deux amis se convertissent au catholicisme, après avoir été élevés dans la foi de l'Église épiscopale méthodiste africaine, ce qu'elle qualifiera comme son « first serious act of defiance » (premier acte de défiance).

### Université de Géorgie
En 1958, les membres de l'Atlanta Committee for Cooperative Action (ACCA) recherchent les meilleurs lycéens afro-américains sur le point de sortir des lycées d'Atlanta. Ils souhaitent relancer l’intégration des universités blanches en Géorgie par des étudiants afro-américains. Ils recherchent les meilleurs pour que les universités n’aient aucune raison de les rejeter à l'exception de leur couleur de peau. Charlayne Hunter et Hamilton Holmes (en) sont les deux étudiants sélectionnés par le comité pour intégrer l'université d'État de Géorgie à Atlanta. Cependant, Hunter et Holmes préfèrent postuler à l'université de Géorgie.
Hunter et Holmes sont initialement rejetés par l'université au motif qu'il n'y a plus de place dans les dortoirs pour les nouveaux étudiants de première année. Cet automne là, Charlayne Hunter s'inscrit à l'université d'État de Wayne dans le Michigan grâce à une aide du programme de scolarité de Géorgie, au motif qu'aucune université noire dans l'État n'offrait un programme de journalisme.
Bien qu'ils remplissent les conditions requises pour être admis à l'université de Géorgie, Hunter et Holmes sont refusés chaque trimestre en raison du manque de place dans les dortoirs, mais des étudiants blancs transférés dans des situations similaires à la leur sont admis. Le 2 septembre 1960, ils déposent plaintes contre Walter Danner, directeur des admissions de l'université. Cela conduit au procès Holmes v. Danner, dans lequel Walter Danner, était le défendeur. Après avoir gagné le procès, le 9 janvier 1961, Holmes et Hunter deviennent les deux premiers étudiants afro-américains à s'inscrire à l'université de Géorgie. Le 11 juin, des étudiants protestent contre leurs admissions en jetant des bouteilles et des briques sur les bâtiments de l'université et se rassemblent devant le dortoir de Charlayne Hunter avec une banderole Nigger, Go Home (« Négresse, Rentre chez toi »). Le doyen aux affaires étudiantes, Joseph Williams saisit cette occasion pour les exclure de l'université sous le prétexte d'assurer la sécurité du personnel et des étudiants. Le 14 juin, la justice fédérale annule la décision de l'université et ordonne la réintégration des deux étudiants.
Charlayne Hunter est diplômée d'un Bachelor of Arts en journalisme en 1963.

### Carrière
Après ses études, elle rejoint le magazine The New Yorker où elle la première rédactrice afro-américaine. Elle trouve le travail agréable au New Yorker, mais le manque de discipline lui pèse et elle postule à la Russell Sage Fellowship, une Bourse d'études consacrée au journalisme.

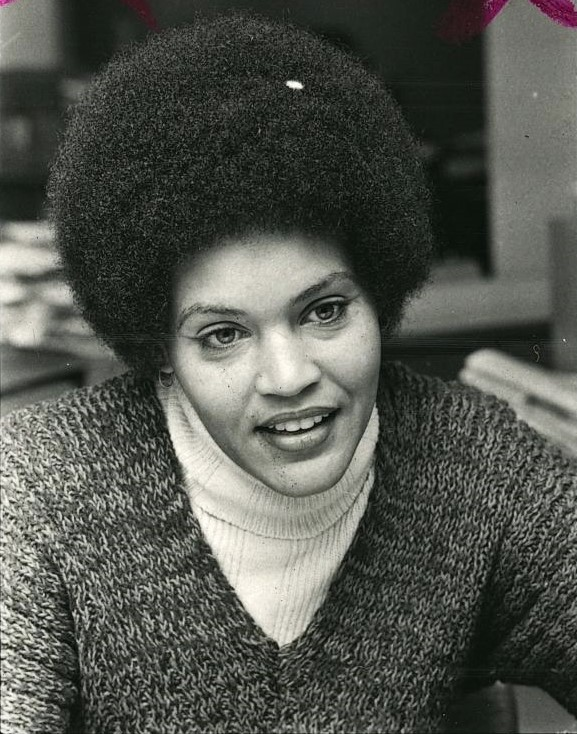
Charlayne Hunter-Gault en 1975.

En 1967, Hunter rejoint également l'équipe d'investigation de WRC-TV, à Washington, DC. Elle y anime les informations locales du soir. En 1968, Hunter-Gault rejoint le New York Times en tant que journaliste spécialisée dans la couverture de la communauté noire, elle ouvre et dirige le premier bureau du journal à Harlem,. Elle fera évoluer la politique éditorial du New York Times  pour mettre fin à l'utilisation du mot « negroes » au profit de « black »,. Elle  rejoint le MacNeil/Lehrer Report en 1978 en tant que correspondante, elle en devient correspondante nationale en 1983. Elle quitte le programme en juin 1997. Elle travaille ensuite à Johannesburg, en Afrique du Sud, en tant que correspondante en chef de la National Public Radio en Afrique jusqu'en 1999. Elle rejoint CNN  en tant que chef du bureau et correspondant à Johannesburg, poste qu'elle occupera jusqu'en 2005,.
Au cours de sa période The NewsHour, Hunter-Gault remporte des prix : deux Emmy Awards et un Peabody Award pour l'excellence en journalisme audiovisuel pour son travail sur Apartheid's People, une série NewsHour sur l'Afrique du Sud. Elle a également reçu le prix du journaliste de l'année 1986 de la National Association of Black Journalists, un prix Candace pour le journalisme de la National Coalition of 100 Black Women en 1988 et  le prix Sidney Hillman 1991. Un bâtiment de l'université de Géorgie porte son nom et celui de Hamilton Holmes  depuis 2001. Elle est membre du conseil des jurés des Peabody Awards depuis 2009 , siège au conseil d'administration de la Fondation Carter et du Comité pour la protection des journalistes.
Charlayne Hunter-Gault est l'autrice de In My Place (1992), une autobiographie sur les évènements et son expérience à l'université de Géorgie,.

### Vie privée
Peu de temps avant d'obtenir son diplôme de l'université de Géorgie, Charlayne Hunter épouse un camarade de classe, Walter Stovall, un écrivain fils d'un fabricant d'aliments pour poulets,. Le couple se marie une première fois en mars 1963 en Géorgie, puis se marie à nouveau à Détroit dans le Michigan, le 8 juin 1963. Ils pensent que, puisqu'il est blanc et elle noire, la première cérémonie pourrait être considérée comme invalide et criminelle, sur la base des lois sur les mariages interraciaux dans l'état dans lequel ils avaient été mariés. Une fois le mariage révélé, le gouverneur de Géorgie, Carl Sanders (en), l'a qualifié de « a shame and a disgrace », tandis que le procureur général de Géorgie fait des déclarations publiques sur la poursuite du couple en vertu de la loi géorgienne sur les mariages de couple métis,,. Les médias ont cité les parents des mariés comme étant contre ce mariage.

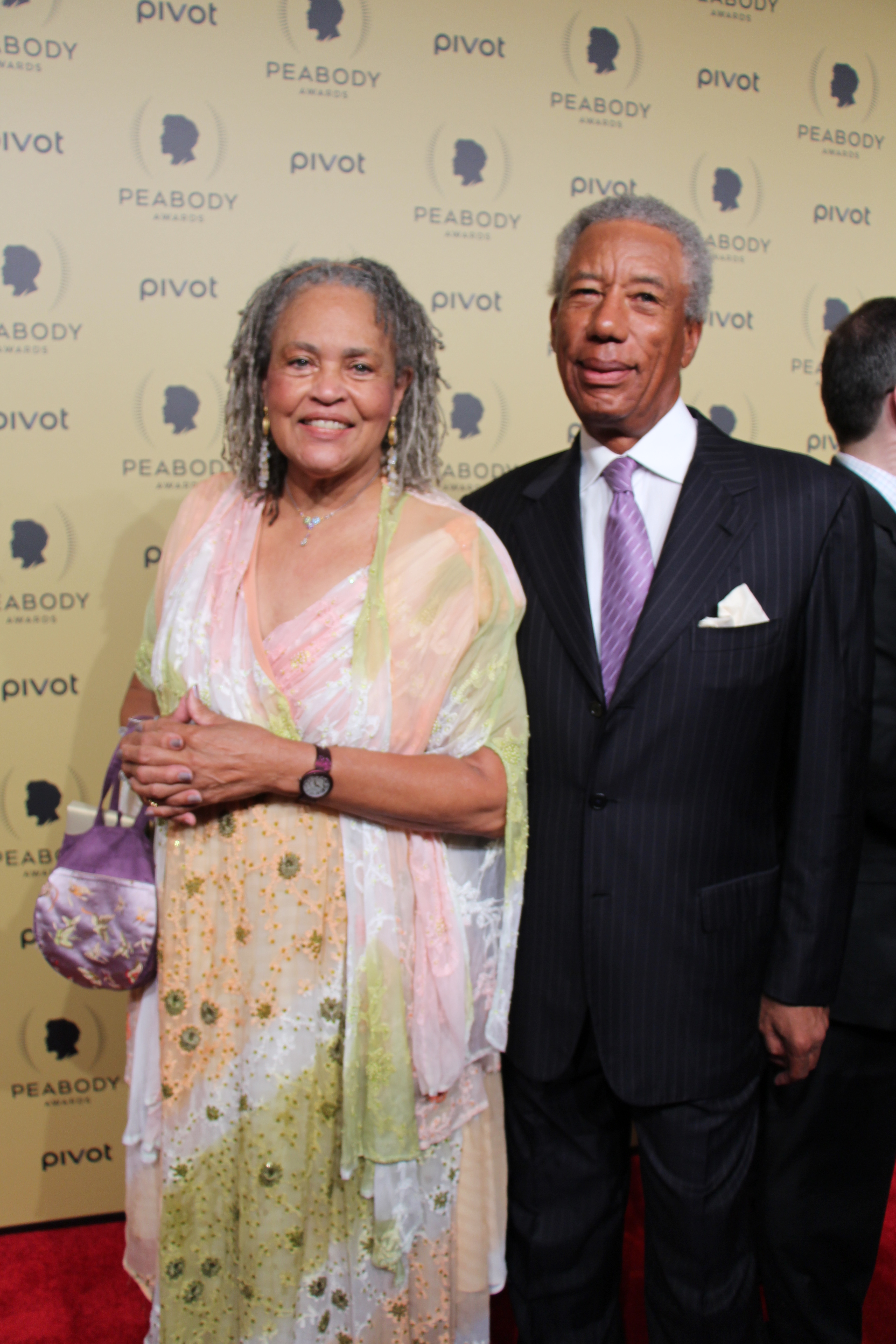
Charlayne Hunter-Gault et Ronald Gault en 2015.

Des années plus tard, après le divorce du couple, Charlayne Hunter-Gault a prononcé un discours à l'université dans lequel elle a fait l'éloge de Walter Stovall, qui, a-t-elle déclaré, « unhesitatingly jumped into my boat with me. He gave up going to movies because he knew I couldn't get a seat in the segregated theaters. He gave up going to the Varsity because he knew they would not serve me... We married, despite the uproar we knew it would cause, because we loved each other. » (« Il est monté à bord avec moi sans hésitation. Il a renoncé à aller au cinéma parce qu'il savait que je ne pouvais pas avoir avoir un siège dans les cinémas à l'époque de la ségrégation. Il a renoncé à aller au Varsity parce qu'il savait qu'ils ne me serviraient pas... Nous nous sommes mariés, malgré le tumulte que nous savions que cela provoquerait, parce que nous nous aimions. » en anglais). Peu de temps après leur mariage, Stovall aurait déclaré : « We are two young people who found ourselves in love and did what we feel is required of people when they are in love and want to spend the rest of their lives together. We got married. » (« Nous sommes deux jeunes qui sont tombés amoureux et qui ont fait ce que nous estimons être exigé des gens lorsqu'ils sont amoureux et veulent passer le reste de leur vie ensemble. Nous nous sommes mariés. » en anglais).
Le couple a une fille, Suesan Stovall, chanteuse, née en décembre 1963.
Après son divorce avec Walter Stovall, Charlayne Hunter épouse Ronald T. Gault en 1971, un homme d'affaires noir, alors responsable de programme pour la Fondation Ford. Plus tard, il est devenu banquier d’investissement et consultant. Ils ont un fils, Chuma Gault, acteur, né en 1972. Le couple a vécu à Johannesburg, en Afrique du Sud, où ils produisaient également du vin pour une marque appelée Passages,,. De retour aux États-Unis, le couple réside dans le Massachusetts.
En 2015, elle est invitée ainsi que d'autres militante des droits civiques à la Maison-Blanche par Michelle Obama dans le cadre d'une discussion pour célébrer le Mois de l'histoire des Noirs et les femmes du Mouvement américain des droits civiques.

## Œuvres

### Essais
- (en) In My Place, Farrar Straus & Giroux, 1992, 257 p.  (ISBN 978-0374175634)
- (en) New News Out of Africa: Uncovering Africa's Renaissance, Oxford University Press, 2006, 192 p.  (ISBN 978-0195177473)
- (en) To the Mountaintop: My Journey Through the Civil Rights Movement, Flash point, 2012, 208 p.  (ISBN 9781596436053)
- (en) My People: Five Decades of Writing About Black Lives, Harper, 2022, 368 p.  (ISBN 9780063135406)

## Distinctions
- Journaliste de l'année 1986 remis par la National Association of Black Journalists[36]
- Hall of fame de la National Association of Black Journalists depuis 2005[37]
- Prix Candace de la National Coalition of 100 Black Women en 1988[38]
- Peabody Award pour Apartheid's people en 1985[39]
- Hillman Prize remis par The Sidney Hillman Foundation (en) en 1990[40]
- Peabody Award pour sa couverture de l'Afrique avec la National Public Radio en 1998[41]
- Carey McWilliams Award remis par l'American Political Science Association en 2014[42]
- Freedom Award remis par le National Civil Rights Museum en 2014[43]
- Hall of Fame de l'Atlanta Press Club [44],[15]
- Ivan Allen Jr. Prize for Social Courage (en) remis par le Georgia Institute of Technology en 2020[45]
- Élue à l'Académie américaine des arts et des sciences en 2023[46]